# Susanna Raule
Susanna Raule (La Spezia, 1º luglio 1981) è una scrittrice italiana, psicologa di formazione e psicoterapeuta.

## Biografia
Ha conseguito la laurea presso l'Università di Firenze, la laurea specialistica presso L'Università di Milano Bicocca e la specializzazione in psicoterapia presso la Scuola di Psicoterapia Gestalt Integrata di Genova.
Dal 2005 scrive sceneggiature di fumetti per vari editori. Sempre nel 2005 ha vinto il premio Lucca Project Contest con Ford Ravenstock- Specialista in suicidi, per i disegni di Armando Rossi.
Nel 2010 è stata tra i vincitori del premio letterario IoScrittore promosso dal Gruppo Editoriale Mauri Spagnol con il romanzo L’ombra del commissario Sensi.
Nel 2013 ha partecipato all'antologia Nessuna più (Elliot) contro il femminicidio.
Sul suo sito ufficiale sono presenti vari racconti in formato ebook gratuito, alcuni dei quali hanno per protagonista il personaggio dei suoi libri, il Commissario Sensi.
Nel 2014 esce il suo romanzo Il Club dei Cantanti Morti, nel 2015 il nuovo romanzo con protagonista il commissario Sensi, L'architettura segreta del mondo.
Nel 2017 esce l'antologia di racconti Perduti Sensi con protagonista il commissario Sensi, nel 2018 un nuovo romanzo della serie, I ricordi degli specchi.
Nel 2019 viene ripubblicato e ampliato I l club dei cantanti morti, che diventa il primo titolo di una trilogia tra il giallo e il sovrannaturale, cui segue Il detective fantasma, con lo pseudonimo "Vanessa S. Riley".
Nel 2024 esce per Mondadori il crimedy Minerva in fiamme e il quinto romanzo della serie del commissario Sensi, Furiosi Sensi. Di inizio 2025 il suo primo giallo per ragazzi, Il tesoro dei nazisti, per PIEMME/Il battello a vapore.
È tra le fondatrici di Moleste, collettivo per la parità di genere nel fumetto.

## Opere

### Ciclo del commissario Sensi

#### Romanzi
- L'ombra del commissario Sensi, 2011, Salani Editore.
- Satanisti perbene, un nuovo caso per il commissario Sensi, 2012, Salani Editore.
- L'architettura segreta del mondo, una nuova inchiesta del commissario Sensi, 2015, Salani Editore.
- I ricordi degli specchi, 2018, StreetLib
- Furiosi Sensi, la quinta indagine del commissario Sensi, 2024, StreetLib

#### Antologie
- Perduti Sensi: Sette avventure per il commissario Sensi, 2017.

### Trilogia dei cantanti morti
- Il Club dei Cantanti Morti, 2014, Iniziative Editoriali/OttoMicron Editore; 2019, Fanucci Editore
- Il detective fantasma, 2021, Fanucci Editore, con lo pseudonimo di Vanessa S. Riley[4]

### Minerva Blanc
- Minerva in fiamme, 2024, Mondadori

### Libri per ragazzi
- Il tesoro dei nazisti, 2025, PIEMME/Il battello a vapore

### Come Vanessa S. Riley
- Il detective fantasma, 2021, Fanucci Editore
- La signora Holmes, 2025, StreetLib

### Fumetti (sceneggiatura)
- Ford Ravenstock – Specialista in suicidi, 2006, Panini Comics
- Ford Ravenstock – L'allegria dei naufragi, 2008, Edizioni Arcadia
- Ford Ravenstock – Verso Hamelin, 2009, Edizioni Arcadia
- Dampyr - n. 131 Carnevale di spettri, 2011, Sergio Bonelli Editore, soggetto e sceneggiatura
- Inferno, 2014, RW Lineachiara
- Ford Ravenstock – Specialista in suicidi, 2020, Double Shot
- Ford Ravenstock – Verso Hamelin, 2022, Double Shot

## Premi
- Premio Lucca Project Contest 2005 prima classificata
- Premio IoScrittore 2010 selezionata e pubblicata
- Premio Lama e Trama 2011 selezionata e pubblicata
- Premio Zocca Giovani 2012 finalista
- Premio Lunigiana Cinque Terre per la narrativa della Società Dante Alighieri, 2017
- Premio Eccellenza per la Cultura - Lunigiana - Banca Versilia Lunigiana e Garfagnana, 2024